# Středověká archeologie
Středověká archeologie (medievální) je podobor archeologie časově vymezený na období středověku. Časové vymezení a rozdělení středověké archeologie se v různých evropských zemích mírně liší. Období středověku začíná koncem doby stěhování národů a sahá k počátku novověku, tzn. přibližně od 6. století do konce 15. století, kdy je středověká archeologie střídána archeologií novověkou. V praxi však jsou středověká a novověká archeologie spolu úzce spjaty a jejich metodologie se neliší.

## Charakteristika
Středověká archeologie již hojně využívá srovnání s písemnými, ikonografickými nebo kartografickými prameny. Na rozdíl od pravěké archeologie zkoumá objekty, které již často mají vazbu na současnou strukturu osídlení (např. průzkumy v historických jádrech současných měst). Využívá poznatků kulturní a sociální antropologie, etnologie, etnografie a dějin umění. Pracuje i se stojícími stavbami a využívá proto rozšiřujících postupů, jakým je například stavebně historický průzkum. Vlivem rozvoje stavební činnosti v historických jádrech měst a nástupu tzv. smluvní archeologie, zažívá středověká archeologie nezvyklý rozvoj.
Mezi archeology zabývající se českou středověkou archeologií patřili či patří například: Antonín Hejna, Zdeněk Měřínský, Josef Poulík, Ivana Pleinerová, Zdeněk Smetánka, Miroslav Richter, Jan Klápště, Bohuslav Klíma mladší nebo Vladimír Nekuda.

## Periodizační systém české raně středověké archeologie
- časně slovanské období: u Jana Eisnera původně doba předhradištní, od příchodu prvních Slovanů (druhá polovina, někdy i jen poslední třetina 6. století) do 650/700
- doba hradištní
  - starší doba hradištní: od počátku výstavby hradišť do počátku Velké Moravy
  - střední doba hradištní: 800–950; Velká Morava a počátky českého státu
  - mladší doba hradištní: 950–1150, resp. 1200; český stát za vlády přemyslovských knížat
  - někdy se z mladší doby hradištní vyčleňuje pozdní doba hradištní: 12. století